# 鹿蹄草叶树萝卜
鹿蹄草叶树萝卜（学名：Agapetes pyrolifolia）为杜鹃花科树萝卜属下的一个种。

## 扩展阅读
- 維基物種上的相關：鹿蹄草叶树萝卜